# Captain Cook und seine singenden Saxophone
Formația Captain Cook und seine singenden Saxophone este o formație germană de muzică instrumentală, înființată în 1993.